# Резолюция Совета Безопасности ООН 1544
Резолюция Совета Безопасности ООН 1544 была принята 19 мая 2004 года, ссылаясь на резолюции 242 (1967), 338 (1973), 446 (1979), 1322 (2000), 1397 (2002), 1402 (2002), 1403 (2002), 1405 (2002), 1435 (2002) и 1515 (2003), Совет призвал Израиль прекратить снос палестинских домов.

## Подробности
Совет Безопасности подтвердил, что Израиль, как оккупирующая держава, должен соблюдать свои юридические обязательства по Четвертой женевской конвенции, в то время как он был призван удовлетворять свои потребности в области безопасности в соответствии с международным правом. Он выразил обеспокоенность ухудшением ситуации на оккупированных Израилем территориях с 1967 года и осудил убийство палестинца в районе Рафаха.
В преамбуле резолюции также выражается обеспокоенность по поводу сноса домов палестинцев в лагере Рафах. Совет напомнил об обязательствах израильского правительства и Палестинской национальной администрации в соответствии с планом «дорожной карты». Все акты террора, насилия и разрушений были осуждены.
Совет призвал Израиль соблюдать свои обязательства по международному гуманитарному праву и прекратить снос домов в нарушение этого закона. Была обеспокоенность гуманитарной ситуацией палестинцев, оставшихся без крова в районе Рафаха, и требовалась чрезвычайная помощь. Обе стороны были призваны положить конец насилию, соблюдать юридические обязательства и немедленно выполнить свои обязательства по «дорожной карте».

## Голосование
Резолюция была единогласно принята 14 голосами «за» и одним воздержанием от США.
США объяснило воздержанием тем, что они призвали Израиль проявлять сдержанность и что вопрос о контрабанде оружия палестинскими боевиками через сектор Газа не был решён.